# Sociedade Respiratória Europeia
A Sociedade Respiratória Europeia (European Respiratory Society - ERS) é uma organização sem fins lucrativos com escritórios em Lausana, Bruxelas e Sheffield. Foi fundada em 1990 na área de medicina respiratória.
A organização foi formada com a fusão da Societas Europaea Physiologiae Clinicae Respoiratoriae (fundada em 1966) e da Sociedade Europeia de Pneumologia (fundada em 1981). Os membros da organização são compostos por profissionais médicos e cientistas que trabalham na área de medicina respiratória.
A ERS fundou a European Lung Foundation (ELF) em 2000. A fundação tem como objetivo reunir pacientes e o público com profissionais respiratórios para influenciar positivamente a saúde pulmonar.

## Atividades
A ERS publica periódicos acadêmicos e livros, bem como hospeda eventos voltados para a educação de profissionais de saúde, incluindo um grande congresso anual. O objetivo declarado da organização é "promover a saúde pulmonar para aliviar o sofrimento de doenças e impulsionar padrões para medicina respiratória globalmente".

## Publicações
A ERS publica uma variedade de periódicos, livros e projetos pontuais.
- O European Respiratory Journal é um periódico científico mensal revisado por pares, indexado no Medline. O editor-chefe é James Chalmers.[11]
- A European Respiratory Review é publicada trimestralmente e foca em revisões de última geração, atualizações, editoriais e correspondências sobre questões atuais em medicina respiratória, ciência e cirurgia. Sua editora-chefe é Renata Riha.[12]
- ERJ Open Research é um periódico de pesquisa de acesso aberto, lançado em 2015.[13] Sua editora-chefe é Esther Barreiro.
- A ERS Monograph é uma série trimestral composta por três livros. Cada livro, editado por convidados líderes na área, foca em uma área específica da medicina respiratória e a explora em profundidade. O editor da série é Peter Calverley.[14]
- Os ERS Handbooks são uma série de livros didáticos que visam cobrir uma ampla área da medicina respiratória de forma concisa, mas abrangente. Os títulos disponíveis cobrem uma variedade de áreas, e um livro de autoavaliação está disponível.[15]
- O Guia do Comprador de Produtos para Cuidados Respiratórios da ERS não é mais publicado.[16]

Além dessas publicações, a ERS anteriormente publicou duas edições do European Lung White Book - uma pesquisa sobre o impacto das doenças respiratórias na Europa, e publicou os livretos de edição única  Air Quality and Health e o European Respiratory Roadmap, bem como o Relatório de Auditoria Europeu da DPOC e relatórios sobre a saúde respiratória global, publicados em nome do Fórum das Sociedades Respiratórias Internacionais.